# اندری کوماک
اندری کوماک (انگلیسی: Andrej Komac؛ زادهٔ ۴ دسامبر ۱۹۷۹) یک بازیکن فوتبال اهل اسلوونی است.
وی همچنین در تیم ملی فوتبال اسلوونی بازی کرده‌است.